# Allomengea dentisetis
Allomengea dentisetis är en spindelart som först beskrevs av Grube 1861.  Allomengea dentisetis ingår i släktet Allomengea och familjen täckvävarspindlar. Inga underarter finns listade i Catalogue of Life.